# 江苏省六合高级中学
江苏省六合高级中学是位於中華人民共和國江苏省南京市六合区的一所高級中學，占地210余亩，成立於1941年，最初名為六合县立初级中学，1944年更名為六合县立中学。1949年改名為六合县初级中学，1955年改為六合县中学，1966年更名為六合县第一中学。1980年被江蘇省教育厅列为江蘇省重点中学。2002年被江蘇省教育厅确认为江蘇省国家级示范性普通高中。2003年6月24日更名為江苏省六合高级中学。2004年被为江蘇省四星级普通高中。2021年11月6日，江苏省六合高级中学迎来80校庆（直播回放）。

## 外部連結
- 官方网站
- 溪客鱼塘（由校友创建的论坛）【暂时关闭】 （页面存档备份，存于）